# Yie Ar Kung-Fu
Yie Ar Kung-Fu (イー・アル・カンフー, Ī Aru Kanfū) est un jeu vidéo de combat développé par Konami, sorti sur borne d'arcade en 1985. Il a été porté sur divers consoles de jeu et micro-ordinateurs 8 bits.
Le jeu a eu une suite en 1986, Yie Ar Kung-Fu II.

## Système de jeu
Le héros, nommé Oolong, doit combattre onze maîtres en arts martiaux en un-contre-un. Il possède un certain nombre d'attaques et une capacité de saut étonnante. Le jeu popularise l'utilisation des barres de vie. Les cinq premiers combats ont lieu en face de chutes d'eau et les six derniers devant un temple.

## Personnages
Les maîtres en arts martiaux sont listés dans leur ordre d'apparition :
Buchu
Buchu est un lutteur sumo qui tente d'écraser Oolong en lui sautant dessus. Buchu est peut-être gros, mais il est aussi très lent. Il n'utilise pas d'arme pour se battre
Star
Le premier adversaire de sexe féminin qu'Oolong affronte. Star est une jeune femme ninja qui utilise des shurikens pour ralentir Oolong tandis qu'elle lui assène des coups de pied et de poings.
Nuncha
Nucha est un homme vêtu de jaune qui tente de battre Oolong à l'aide de son nunchaku.
Pole
Pole est un homme de petite taille qui possède un long bo.
Feedle
Feedle est une sorte de test d'endurance pour Oolong. Il n'est pas armé mais est capable de se séparer en trois. Pour qu'Oolong gagne, il doit battre les trois Feedle.
Chain
Chain est un grand personnage muni d'une énorme chaîne avec une sorte de masse d'armes au bout. Chain a sur son bras un tatouage signifiant "la mort" dans la symbolique chinoise.
Club
Club est lui aussi un grand personnage armé d'une énorme massue (qui s'appelle en fait un bonbori), et possède une pièce d'armure sur son bras droit lui permettant de bloquer les attaques d'Oolong.
Fan
Fan est une guerrière vêtu d'un qipao, beaucoup plus féminine que Star. Fan utilise des éventails à la manière de shurikens.
Sword
Sword est un dangereux guerrier employant une épée Dao et procède à d'impressionnantes attaques aériennes.
Tonfun
Tonfun est le dernier opposant d'Oolong avant l'adversaire ultime, Blues. Tonfun attaque à l'aide de deux tonfas et d'un art martial rapide et expérimenté. Oolong doit surveiller ses attaques et espérer que Tonfun fasse une erreur.
Blues
Blues est le miroir d'Oolong et utilise les mêmes coups que lui. Oolong doit découvrir sa faiblesse. Une fois qu'il est vaincu, le jeu recommence avec Buchu.

### Personnages cachés
Dans le jeu Konami Arcade Classics: Advanced sur Game Boy Advance, deux nouveaux personnages font leur apparition, Bishoo et Clayman.

## Réédition
Yie Ar Kung-Fu a été réédité sur Xbox 360 en 2007 via le Xbox Live Arcade (Digital Eclipse, Konami).

## À noter
- Yie-Ar signifie Un-Deux en chinois.
- Le nunchaku et le costume jaune de Nuncha sont tirés du film avec Bruce Lee, Le jeu de la mort.
- Les versions micros occidentales ont été édités par Imagine Software sous licence Konami.
- Le thème musical de Yie Are Kung Fu sur Commodore 64 est un remixage de la pièce "Chants magnétiques IV" de Jean-Michel Jarre.